# Slag bij Écija (1275)
De Slag bij Écija (Arabisch: معركة الدونونية) was een slag die plaatsvond bij Écija in Andalusië in september 1275. In de slag streden de moslimtroepen van het Nasriden-emiraat Granada en zijn Maghrebijnse bondgenoten tegen die van het koninkrijk Castilië en dit resulteerde in een overwinning voor het emiraat Granada.

## Het gevecht
Het Nasriden-emiraat Granada werd geplaagd door een burgeroorlog en werd regelmatig geteisterd door Castiliaanse troepen die daarin een gelegenheid zagen voor gemakkelijke plundering. Mohammed II al-Faqih vroeg om hulp van zijn Maghrebijnse bondgenoten om niet langer op twee fronten te moeten vechten. De Mariniden-sultan, Abu Yusuf Yaqub ibn Abd Al-Haqq, landde in april 1275 met een leger op het Iberisch schiereiland en begon een campagne met de strategische doelstelling om de stad Tarifa te bezetten. Koning Alfons X van Castilië was op dat ogenblik in Frankrijk bij de paus en het land werd geregeerd door zijn zoon, infante Ferdinand. Hij lichtte onmiddellijk een aantal troepen en trok naar het zuiden, maar stierf onverwacht in augustus 1275 in Ciudad Real aan natuurlijke oorzaken.
Terwijl ze naar het noorden marcheerden, richting Sevilla, stuitten de moslimtroepen op een Castiliaans leger onder het commando van Nuño González de Lara, bijgenaamd "el Bueno" (de Goede), lid van het huis Lara en Adelantado, die probeerde de Mariniden-route bij de stad Écija af te snijden. De Mariniden-troepen versloegen het Castiliaanse leger en Nuño González de Lara werd gedood in de actie of kort daarna. De Mariniden-sultan beval dat het hoofd van Nuño González moest worden afgesneden, en stuurde het als een trofee naar de sultan van Granada, Mohammed II, en bevestigde zijn alliantie met hem tegen de Castiliaanse strijdkrachten. Deze alliantie zou de komende jaren blijven bestaan.
In oktober onderging een tweede leger onder leiding van aartsbisschop Sancho van Toledo een soortgelijke nederlaag in de Slag bij Martos. Het koninkrijk Castilië werd uiteindelijk gered door de infante Sancho van Castilië die de Castiliaanse strijdkrachten verzamelde. Aan het einde van het jaar werd koning Alfons X van Castilië gedwongen een vredesverdrag met de moslims te ondertekenen.